# Nolana foliosa
Nolana foliosa är en potatisväxtart som först beskrevs av R. Phil., och fick sitt nu gällande namn av L. M. Johnston. Nolana foliosa ingår i släktet cymbalblommor, och familjen potatisväxter. Inga underarter finns listade i Catalogue of Life.